# Franklin County, Mississippi
Franklin County är ett administrativt område i delstaten Mississippi, USA, med 8 118 invånare. Den administrativa huvudorten (county seat) är Meadville.

## Geografi
Enligt United States Census Bureau har countyt en total area på 1 468 km². 1 462 km² av den arean är land och 6 km² är vatten.

### Angränsande countyn
- Jefferson County - nord
- Lincoln County - öst
- Amite County - syd
- Wilkinson County - sydväst
- Adams County - väst